# Michele Panebianco
Michele Panebianco (Messina, 20 dicembre 1806 – Messina, 4 aprile 1873) è stato un pittore italiano.

## Biografia
Studiò a Roma dove fu allievo di Vincenzo Camuccini, dopo esser stato discepolo di Letterio Subba. 
Direttore della scuola di belle arti a Messina, molti dei suoi lavori, a tema sacro, andarono distrutti nel terremoto del 1908, le rimanenti sono conservate tra il Museo Regionale di Messina e varie chiese della Sicilia. 
Fu tra i primi maestri di Lio Gangeri.

## Opere
- XIX secolo, Arrivo dei Magi, copia documentata dell'originale custodito nella chiesa di Sant'Andrea di Messina. [2]
- XIX secolo, Natività, dipinto su tavola, copia dell'opera documentata nella chiesa dell'Alto Basso di Messina. L'originale trasferito nel «Museo Civico Peloritano» del Monastero di San Gregorio è di Polidoro da Caravaggio [3]
- XIX secolo, Santa Maria della Scala, dipinto su tela, opera custodita nella Chiesa di Santa Maria di Gesù - Ritiro di Messina.
- XIX secolo, San Francesco che riceve le Stimmate, dipinto, opera custodita nella chiesa di Montevergine di Messina. Il restauro dell'opera, offerto da un fedele, si è concluso in data 11 Aprile 2025.
- XIX secolo, Apostoli, pannello dipinto, opera a completamento del polittico custodito nel duomo di Santa Maria Assunta di Castroreale.[4]
- XIX secolo, San Francesco d'Assisi, affresco, rifacimento volta precedentemente affrescata con quadroni da Filippo Tancredi e distrutti dal terremoto della Calabria meridionale del 1783, opera documentata nell'Oratorio di San Francesco alle Stimmate.[5]
- XIX secolo, Vara dell'Assunta, incisioni, opere documentate presso il Museo della Vara di Palazzo Zanca di Messina.